# Maryana Iskander

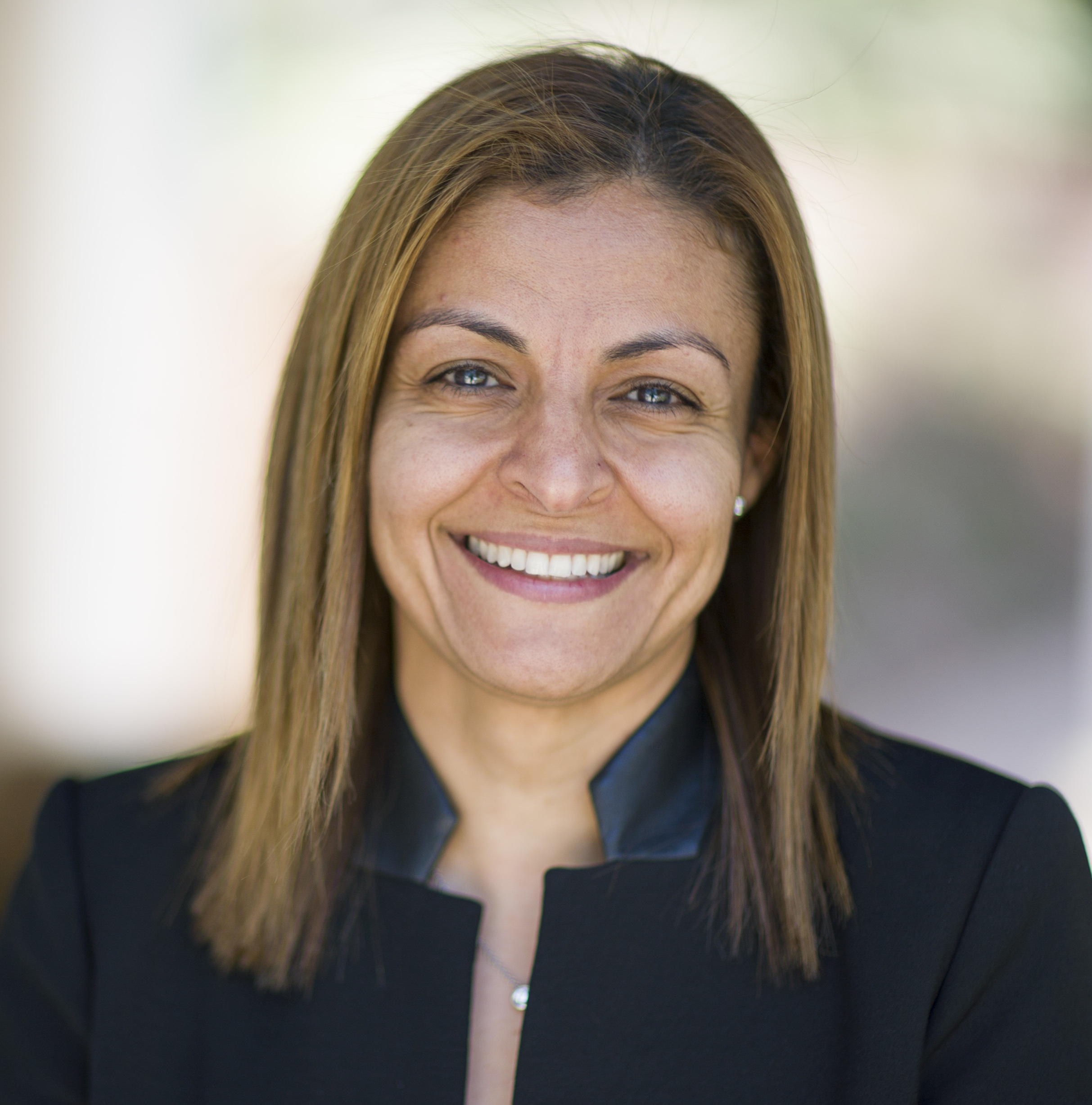
Maryana Iskander (2017)

Maryana F. Iskander (Aussprache [ˈmæriːˌænɑː ɪskˈændə], arabisch ماريانا إسكندر; * 1. September 1975 in Kairo) ist eine US-amerikanische Managerin. Sie leitete mehrere Nonprofit-Organisationen. Seit 2022 ist sie Geschäftsführerin der Wikimedia Foundation.

## Leben und Wirken
Maryana Iskander wurde in Ägypten geboren. Ihre Familie zog in die Vereinigten Staaten, als sie vier Jahre alt war. Sie wuchs in Round Rock, Texas auf. An der Rice University in Houston studierte sie Soziologie mit dem Bachelor-Abschluss magna cum laude 1997. An der Rice University war sie als Sophomore Präsidentin der Studentenschaft und später (2004 bis 2006) Beraterin des Präsidenten der Universität. Abschließend absolvierte sie ein Master-Studium an der University of Oxford mit einem Rhodes-Stipendium. 1999 erhielt sie dort einen Master-Abschluss (MSC) in vergleichender Sozialpolitik (Comparative Social Policy). Dort gründete sie die Rhodes Association of Women für ehemalige Rhodes-Stipendiatinnen. An der Yale Law School erhielt sie 2003 ihren Abschluss als Juris Doctor (JD).
Sie war Praktikantin (Law Clerk) bei Richterin Diane P. Wood 2003/04 am Berufungsgericht des 7. Circuit in Chicago und als Truman Fellow (Harry S. Truman Scholarship) war sie Teil des Stabs des demokratischen US-Senators von Montana, Max Baucus.
Maryana Iskander war von Januar 1999 bis Januar 2000 Mitarbeiterin (Associate) in der internationalen Beratungsfirma McKinsey. Sie war von 2006 bis 2012 die COO der Non-Profit-Organisation Planned Parenthood in New York. Ab 2013 war sie CEO von Harambee Youth Employment Accelerator, einer Non-Profit-Organisation, die sich dafür einsetzt, für von Jugendarbeitslosigkeit bedrohten Südafrikanerinnen und Südafrikanern eine Stelle zu finden.
Im Januar 2022 wurde sie als Nachfolgerin von Katherine Maher Geschäftsführerin der Wikimedia Foundation. Zu ihrer Ernennung hob die Wikimedia Foundation hervor, dass sie „eine weltweit anerkannte soziale Unternehmerin und eine Expertin für den Aufbau branchenübergreifender Partnerschaften“ sei, „in deren Rahmen Chancenungleichheit durch ein Zusammenwirken innovativer technologischer Lösungen und Initiativen aus den betroffenen Gemeinschaften verringert“ werde. Am 6. Mai 2025 kündigte Iskander an, die Wikimedia Foundation zu verlassen, wenn ihre Nachfolge geregelt sei, voraussichtlich Anfang 2026.

## Auszeichnungen
- 2001: Paul and Daisy Soros Fellowship for New Americans[1]
- 2017–2018: Yale Law Women Alumnae Achievement Award für ihr Engagement bei Harambee[7]
- 2019: Yale Law School Distinguished Alumnae Award[1]
- 2019: Skoll Award für harambee, gemeinsam mit Nicola Galombik

Sie war Henry Crown Fellow, ist Mitglied des Aspen Global Leadership Network und im Vorstand der World Education Services (2021).